# Лебедев, Глеб Сергеевич
Глеб Серге́евич Ле́бедев (28 декабря 1943 — 15 августа 2003, Старая Ладога) — советский и российский археолог, специалист по варяжским древностям. Доктор исторических наук (1987), профессор Ленинградского (Санкт-Петербургского) университета (1990).

## Биография
Глеб Сергеевич учился на кафедре археологии Исторического факультета СПбГУ. С 1969 года — преподаватель на кафедре археологии в том же университете. В 1972 году защитил кандидатскую диссертацию на тему «Погребальный обряд скандинавов эпохи викингов». В 1978 году Глеб Сергеевич стал доцентом.
В 1987 году защитил докторскую диссертацию на тему: «Эпоха викингов в Северной Европе».
С 1996 года — председатель Государственной экспертной комиссии Санкт-Петербургского отделения Высшей комиссии по охране культурного наследия при Министре культуры России. В 1993—2003 годах — глава петербургского филиала РНИИ культурного и природного наследия Министерства культуры РФ и РАН (с 1998 — Центр региональных исследований и музейных технологий «Петроскандика» НИИКСИ СПбГУ). Считается создателем ряда новых научных направлений в археологии, регионалистике, культурологии, семиотике, исторической социологии.
Депутат Ленгорсовета (Петросовета) в 1990—1993 годах, член президиума в 1990—1991.
Историк А. А. Селин писал о вкладе Лебедева в формирование связанного с Рюриком и варяжской легендой «староладожского мифа». В поздне- и постсоветской историографии сформировалась идея возрождения Рюрика как «основателя Руси», которая «пошла из Ладоги». В 2002—2003 годах к этой теме было привлечено внимание власти; летом 2003 года проведено официальное празднование «1250-летия Старой Ладоги — древней столицы Руси». Стали возникать новые мемориальные объекты, посвящённые древности Ладоги в контексте «возникновения Руси».
Имя Г. С. Лебедева носит Лаборатория археологии, исторической социологии и культурного наследия Санкт-Петербургского государственного университета. Создана на базе основанного Лебедевым в 2000 году центра «Petroscandica» НИИКСИ Санкт-Петербургского государственного университета.
Жена — Вера Александровна Витязева-Лебедева (р. 1940), искусствовед, исследователь архитектуры Петербурга.

## Основные работы
- Археологические памятники Ленинградской области. Л., 1977;
- Археологические памятники Древней Руси IX—XI вв. Л., 1978 (в соавт. с В. А. Булкиным и И. В. Дубовым);
- Конунги-викинги (к характеристике типа раннефеодального деятеля в Скандинавии) // Политические деятели античности, средневековья и нового времени. Индивидуальные и социально-политические черты. Межвузовский сборник. Ленинград: Изд-во Ленинградского университета. 1983. С.44-53.
- Эпоха викингов в Северной Европе. Историко-археологические очерки. Л.: Изд-во Ленинградского университета. 1985.
- Русь и варяги // Славяне и скандинавы. М., 1986. С. 189—297 (в соавт.);
- История отечественной археологии. 1700—1917 гг. СПб., 1992;
- Дракон «Нево». На Пути из Варяг в Греки: Археолого-навигационные исследования древних водных коммуникаций между Балтикой и Средиземноморьем. СПб., 1999; 2-е изд. СПб., 2000 (в соавт.);
- Петергофский клад начала IX века как источник по ранней истории Руси / Клады: состав, хронология, интерпретация. Материалы тематической научной конференции. Санкт-Петербург — 26-29 ноября 2002 г. СПб., 2002. С.21-35.
- Эпоха викингов в Северной Европе и на Руси. СПб.: Евразия, 2005.
- Эпоха викингов в Северной Европе и на Руси. — изд. 2-е, испр. — М.: Альма Матер, 2023. — 891 с. — 1000 экз. — ISBN 978-5-904993-98-6.